# Royal Hibernian Academy
La Royal Hibernian Academy of Arts (nota anche con l'acronimo: "RHA") è un'istituzione irlandese dedicata all'arte e agli artisti, fondata a Dublino nel 1823. Come molte altre istituzioni irlandesi, come la Royal Irish Academy, l'accademia ha mantenuto la terminologia di "Reale", ancor'oggi che l'Irlanda non è più soggetta alla monarchia inglese, perché divenne indipendente nel dicembre 1922.

## Storia

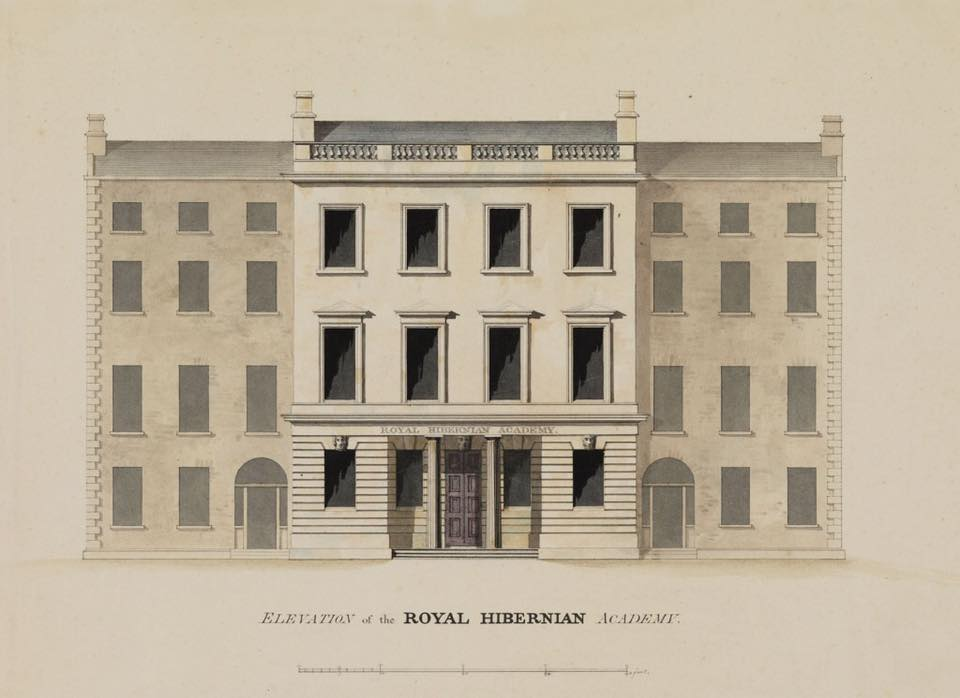
La prima Academy House, in via Lower Abbey, a Dublino (1824); in gran parte distrutta nel 1916.

La Royal Hibernian Academy venne fondata da 30 artisti irlandesi che presentarono una petizione al governo per una carta costitutiva. Secondo la lettera patente del 5 agosto 1823, fu istituita la Reale Accademia Hiberniana di Pittura, Scultura e Architettura, che comprendeva una Scuola Nazionale d'Arte. Il primo presidente eletto fu il paesaggista William Ashford. Nel 1824 l'architetto Francis Johnston fu nominato presidente. Aveva fornito a proprie spese il quartier generale della Royal Hibernian Academy presso l'Academy House in Lower Abbey Street. Le prime mostre ebbero luogo nel maggio 1825 e da allora in poi si tennero ogni anno. Per incoraggiare l'interesse per le opere artistiche esposte alla RHA sono state distribuite a sorte come premi tra gli abbonati. In questo modo sono state presentate le opere, tra gli altri, di Frederick William Burton, Daniel Maclise, J. M. W. Turner e David Wilkie. Le mostre e la scuola prosperarono e alla fine del XIX secolo la RHA era la principale istituzione irlandese coinvolta nella promozione delle arti visive. La Casa dell'Accademia fu distrutta da un incendio nel 1916 durante la Rivolta di Pasqua; oltre 500 opere d'arte, tra le quali quelle di Jack Butler Yeats, Madeline Green e John Lavery, andarono perdute.
A metà del XX secolo, la Royal Hibernian Academy era vista come reazionaria, poiché ostacolava lo sviluppo del modernismo in Irlanda e l'Irish Exhibition of Living Art fu fondata nel 1943 per sfidare le politiche espositive della RHA. La situazione cambiò dagli anni '90, con Louis le Brocquy, uno dei fondatori dell'Irish Exhibition of Living Art, che divenne membro del Consiglio onorario dell'Accademia e la sua dichiarazione d'inizio mandato alla Royal Hibernian Academy, affermò che l'Accademia dovesse dedicarsi di più allo sviluppo e sfidare l'apprezzamento e la comprensione da parte del pubblico degli approcci tradizionali e innovativi alle arti visive. La galleria è ora uno dei principali spazi d'arte contemporanea in Irlanda, esibendo un'ampia gamma di pratiche artistiche contemporanee nei suoi programmi annuali nel rispetto delle forme d'arte tradizionali.
Negli anni '70 la RHA costruì un nuovo edificio a Piazza Ely. Quest'edificio sostituì la precedente sede della galleria, una casa vittoriana che fu la residenza di Oliver St. John Gogarty, demolita dal promotore immobiliare, Matt Gallagher, che accettò anche di costruire una moderna galleria sul sito per la RHA. Dopo la morte improvvisa di Gallagher nel gennaio 1974, emerse che nel suo testamento non lasciò alcuna disposizione per il completamento della galleria. L'edificio rimase incompiuto per diversi anni prima d'esser completato. Poi venne chiuso tra il 2007 e il 2009 per lavori di ristrutturazione. La sede odierna ospita sei gallerie; qui l'Accademia allestisce la mostra annuale. Inoltre, l'Accademia cura frequenti esposizioni ed è spesso responsabile di importanti retrospettive sul lavoro di artisti irlandesi. L'Accademia ha una vasta collezione di arte irlandese, ma questa non è esposta.
Nel 2009 la RHA ha rifondato la sua scuola di disegno. Ad Ely Place possiede un grande studio per il disegno e altri che sono a disposizione degli artisti iscritti liberamente. Anche altri studi sono amministrati dalla scuola, come la residenza Tony O'Malley a Kilkenny. Tiene corsi accreditati (dal 2018) in "tecniche di pittura e disegno" erogati da un corpo docente composto da accademici e altri artisti. I tutor attuali sono Colin Martin (preside), Mick O'Dea, Una Sealy, Blaise Smith, Geraldine O'Neill, Sahoko Blake, Conor Walton, Raphael Hynes e Sean Molloy tra gli altri. Tiene anche workshop con tutor internazionali e sessioni di disegno dal vero autodiretto.
L'Accademia è finanziata da un concilio istituzionale preposto (in inglese: Arts Council of Ireland; in irlandese: An Chomhairle Ealaíon), attraverso le entrate della sua mostra annuale e da benefattori, mecenati e amici dell'Accademia.

## Mostre
La Royal Hibernian Academy tiene una mostra mostra d'arte a partecipazione aperta, ogni anno dal 1826. È «la più grande in Irlanda e la più longeva».
FUTURES (originariamente "EuroJet Futures") è una serie continua di mostre con artisti emergenti selezionati dall'Irlanda. È un'iniziativa costante dal 2001, ed ha avuto tre serie, ciascuna con mostre annuali. Inoltre ogni serie è stata presentata con una sorta di "antologia" di tutti gli artisti per ogni serie.

## Titoli accademici
L'Accademia riconosce i membri che possono utilizzare "RHA", i membri associati "ARHA" e i membri del Consiglio onorario "HRHA".